# Аутигенні мінерали
Аутигенні мінерали (від грец. аутігенес — «місцевого походження») — мінерали або мінеральні комплекси осадових порід, що містяться там, де вони утворилися (лат. in situ) внаслідок осідання (седиментації) з розчинів чи їх подальших перетворень (перекристалізації). Аутигенні мінерали є теригенними мінералами, тобто уламковим мінералам, що приносяться в середовище седиментації ззовні, зазвичай з областей розмиву на континенті. Аутигенні мінерали часто відрізняються кристалічною будовою.

## Мінерали
Аутигенними є різні карбонати, хлорити (мінерали), рудні мінерали, кварц (частково), барит, целестин, польовий шпат, цеоліти, серицит, халцедон, епідот, преніт, актиноліт, іноді деякі глинисті мінерали. Наведені мінерали можуть служити вказівкою на умови седиментації осадової гірської породи, а також на процеси її подальших змін. Вони є основними індикаторами середовища, в якому відбувалося формування даної породи.

## Аутигені мінерали степів та пустель
У зоні степів серед аутигенних мінералів провідне місце належить карбонату, головним чином кальциту, сульфати і хлориди займають підлегле становище. У пустелях посилюється роль сульфатів і хлоридів, де вони часто стають головними породотвірними мінералами. В аридному поясі гіпс часто утворює великокристалічне стяжіння (троянда пустелі), що не спостерігається в сучасних степах.
Рудні карбонати (малахіт і азурит) утворюються в будь-якій кліматичній зоні, якщо поряд з покладами сульфідних мідних руд розташовані вапнякові породи. У степах для утворення малахіту та азуриту дотримання цієї умови не є обов'язковим, тому що карбонат кальцію (CaCO3) в зоні вивітрювання гірських порід тут практично завжди присутній як аутигенний мінерал. У степах умови для збереження малахіту та азуриту на поверхні найсприятливіші, бо процеси їх розчинення уповільнені. Тому вести пошук мідних руд за висипами цих яскравих помітних здалеку мінералів в степах значно легше, ніж в лісовій зоні.